# Ewin
Ewin (auch Euin, Evin, Eoin; † Januar 595) war von 569 bis 595 der erste langobardische dux (Herzog) von Tridentum (Trient) bzw. des Herzogtums Trient.

## Leben
Über Ewins Herkunft und Jugend ist nichts bekannt. Er nahm seit 568 an der Eroberung "Italiens" unter Alboin teil und wurde von diesem 569 zum dux von Tridentum ernannt. Sein Machtbereich umfasste große Teil des heutigen Trentino sowie die einst zur römischen Regio Venetia et Histria gehörenden Teile Südtirols mit dem Etschtal bis vor Meran und dem Eisacktal bis vor Klausen.
Als König Cleph 574 starb, verzichteten die Herzöge angesichts ihrer Erfahrungen mit Cleph, der ein starkes Königtum angestrebt hatte, auf die Neuwahl eines Königs, sodass es zu einem zehnjährigen Interregnum kam, während dessen die Herrschaft vom 35 duces ausgeübt wurde, deren Einfluss in dieser Zeit stark zunahm. Weitere Städte und Regionen wurden erobert. Die romanische Bevölkerung wurde in dieser Zeit stärker als zuvor unterdrückt, die einheimische römische Oberschicht getötet oder tributpflichtig gemacht.
Um 577 griffen die Frankenkönige Guntram I. und Childebert II. Norditalien an. Die Festung Anagnis (Nano), nördlich von Trient, ergab sich, worauf der langobardische comes (Graf) Ragilo von Lagaris (it. Vallagarina / dt. Lagerthal) die Stadt angriff und plünderte. Als er sich mit der Beute zurückzog, wurde er auf der Rotaliana-Ebene am Zusammenfluss des Noce und der Etsch vom fränkischen Heerführer Chramnichis eingeholt und vernichtend geschlagen. Chramnichis zog plündernd durch das Trentino, bis Ewin ihn bei Salurnis (Salurn) einholte, das fränkische Kontingent aufrieb und sich deren Beute bemächtigte. Darauf vertrieb er die anderen fränkischen Truppen aus seinem Dukat.
Bald darauf heiratete Ewin eine namentlich nicht bekannte Tochter des Herzogs Garibald I. von Bayern  und der Walderada, der Tochter des Langobardenkönigs Wacho und begründete so eine langobardisch-bayrische Allianz gegen die Franken.
Als Italien durch ein fränkisch-byzantinisches Bündnis zwischen Childebert II. und Maurikios bedroht war, wählten die Langobarden 584 Authari zum König. König Authari schickte Ewin im Jahr 587 mit einem Heer ins byzantinische Istrien. Ewin plünderte und brandschatzte die Region, bevor er einen einjährigen Frieden schloss und mit einer großen Tributzahlung zu Authari zurückkehrte.
Als Garibald im Jahre 589 von Childebert bedroht wurde, schickte er seine Kinder Gundoald und Theudelinde nach Italien zu ihrem Schwager Ewin von Trient. Am 15. Mai 589 heiratete König Authari auf dem Sardisfeld bei Verona Theodelinde.
Childebert II. griff 590 mit 20 duces das Langobardenreich an. Ein Teil des Heeres unter Cedinus (auch Chedinus) und dreizehn weiteren duces drang von Nordosten in Ewins Herzogtum ein. Fünf castella (kleinere Befestigungen) sowie die castra (größere Befestigungen, "Burgen") Tesana (Tisens), Maletum (Mölten), Sermiana (Sirmian), Appianum (Eppan), Fagitana (Faedo), Cimbra (Cembra), Vitianum (Vezzano), Bremtonicum (Brentonico), Volaenes (Volano), Ennemase (ungeklärt), zwei Befestigungen im Alsuca (Valsugana) und eine in Verona wurden erobert. Die Einwohner wurden als Gefangene verschleppt, doch gelang es den Bischöfen Ingenuinus von Savio (Säben) und Agnellus von Tridentum (Trient), die Bewohner von Ferrugis (Verruca) gegen ein Lösegeld frei zu kaufen. Als im Heer der Franken die Ruhr ausbrach, zogen sie sich zurück. Ein Brief des byzantinischen Exarchen Romanus an Childebert belegt, dass Langobarden sich in ihre befestigten Städte zurückzogen, bis Cedinus einen 10-monatigen Frieden schloss und sich über die Alpen zurückzog.
König Authari starb im selben Jahr, und Agilulf heiratete dessen Witwe Theudelinde, die Schwägerin Ewins. Im Mai 591 wurde Agilulf zum König gekrönt und entspannte die Beziehungen zum Frankenreich, indem Ewin einen Friedensvertrag mit den austrasischen Franken vermittelte; Bischof Agnellus von Tridentum (Trent) gelang es durch Vermittlung der Königin Brunichild von Austrasien einige Gefangene des letzten Krieges frei zu kaufen.
Ewin starb im Januar 595 und Gaidoald wurde sein Nachfolger als dux Tridentinorum.